# 博尼图
博尼图（葡萄牙語：Bonito）是巴西巴伊亚州的一个市镇。总面积641.229平方公里，总人口14113人，人口密度22人/平方公里。